# Dublje
Pour les articles homonymes, voir Dublje (homonymie).
Dublje (en  serbe cyrillique : Дубље) est une localité de Serbie située dans la municipalité de Bogatić. Elle fait partie du district de Mačva. Au recensement de 2011, elle comptait 2 893 habitants.
Dublje est officiellement classé parmi les villages de Serbie. 

## Géographie
Dublje se trouve à proximité de la ville de Šabac.

## Histoire
En serbe, le nom de la localité signifie « plus profond ». Il remonte à l'époque où les Serbes fuyaient les forces ottomanes et s’enfonçaient plus profond dans la forêt pour y trouver refuge. 
Au moment du second soulèvement serbe contre les Turcs, Dublje fut le siège d’une importante bataille entre les insurgés et les Ottomans. Le 25 juin 1815, Miloš Obrenović, le chef de la rébellion y battit le pacha de Bosnie qui marchait contre lui à la tête d’une armée. Cette victoire ouvrit le chemin vers l'autonomie de la Serbie. 

## Démographie

### Évolution historique de la population
| 1948  | 1953  | 1961  | 1971  | 1981  | 1991  | 2002  | 2011  |
| ----- | ----- | ----- | ----- | ----- | ----- | ----- | ----- |
| 4 004 | 4 213 | 4 123 | 3 793 | 3 558 | 3 532 | 3 317 | 2 893 |

|  |